# Zarzeczanka
Zarzeczanka, Balla Kościelna (biał. Зарачанка, Zaraczanka; ros. Заречанка, Zarieczanka) – wieś na Białorusi, w obwodzie grodzieńskim, w rejonie grodzieńskim, w sielsowiecie Sopoćkinie.
Znajduje tu się rzymskokatolicka parafia Narodzenia Najświętszej Maryi Panny w Zarzeczance.
W dwudziestoleciu międzywojennym wieś leżała w Polsce, w województwie białostockim, w powiecie augustowskim.
W 1921 mieszkało tu 323 osoby. Jedna osoba deklarowała inną narodowość niż polską. Wśród mieszkańców było 264 katolików i 59 wyznawców prawosławia.